# Pytghawan
Pytghawan – wieś w Armenii, w prowincji Tawusz. W 2011 roku liczyła 831 mieszkańców.